# Frank Ullrich
Frank Ullrich (Trusetal, 24 januari 1958) is een voormalige Duitse biatleet en de huidige biatlonbondscoach van het Duitse mannenteam. Ullrich haalde zijn grootste succes op de Olympische Winterspelen van 1980. Hij won destijds in Lake Placid namelijk goud op de 10 kilometer sprint en nog 2x zilver op de 20 kilometer achtervolging en op de estafette.
Sinds 1987 is Ullrich bondscoach van de Duitse biatleten. Hij was dit eerst voor de DDR en sinds de Duitse hereniging is hij de bondscoach van de mannen.

## Belangrijkste uitslagen

### Wereldkampioenschappen
| Jaar | Plaats        | Resultaten                                              |
| ---- | ------------- | ------------------------------------------------------- |
| 1977 | Lillehammer   | 4 x 7,5 km estafette                                    |
| 1978 | Hochfilzen    | 10 km sprint · 4 x 7,5 km estafette · 20 km individueel |
| 1979 | Ruhpolding    | 10 km sprint · 4 x 7,5 km estafette                     |
| 1981 | Lahti         | 10 km sprint · 4 x 7,5 km estafette · 20 km individueel |
| 1982 | Minsk         | 20 km individueel · 4 x 7,5 km estafette · 10 km sprint |
| 1983 | Rasen-Antholz | 20 km individueel · 4 x 7,5 km estafette                |

### Olympische Winterspelen
| Jaar | Plaats      | Resultaten                                              |
| ---- | ----------- | ------------------------------------------------------- |
| 1976 | Innsbruck   | 4 x 7,5 km estafette                                    |
| 1980 | Lake Placid | 10 km sprint · 20 km individueel · 4 x 7,5 km estafette |